# Монино (Нелидовский район)
Монино — село в Нелидовском районе Тверской области. Расположено в 18 км от районного центра Нелидово на дороге Нелидово — Белый. Входит в состав Новосёлковского сельского поселения. Монино лежит на левом берегу реки Межа. Посёлкообразующая организация — исправительная колония (ИК-9). Колония является местом работы населения села и близлежащих населенных пунктов.

## История
В XII веке земли, на которых сейчас находится посёлок Монино, отошли в Смоленское княжество, после выделения из него Торопецкого княжества, отошли к Торопцу. В середине XIV века эти земли завоевали литовские князья. В это время было основано поселение Мониевидова Слобода. Через 200 лет поселение уже называлось Моневидово. После войны 1500—1503 гг., было заключено перемирие на шесть лет, по которому к Москве отошло Бельское княжество и соседние волости. Окончательное, присоединение к Москве произошло в 1667 году по Андрусовскому перемирию.
В XIX — начале XX века село Монино (Жихарево) относилось к Монинской волости Бельского уезда Смоленской губернии.

## Исправительная колония
В Монино колония (ИК-9) была переведена из посёлка Копейки в 1960 году. Современная ИК-9 — это колония строгого режима для лиц, впервые осуждённых, с лимитом наполнения 830 человек.

## Церковь
Строительство каменной двухпрестольной церкви во имя Рождества Пресвятой Богородицы с теплым приделом во имя святого пророка Ильи началось в 1744 году. Свои двери для прихожан церковь открыла в 1758 году. Строительные работы велись на средства поручика И. Нелидова. В 30-е годы XX века церковь была закрыта, а имущество разграблено. В послевоенные годы периодически проводились службы, но и это продолжалось недолго. На начало XXI века безвозвратно утеряны трапезная и апсида церкви. Требуется капитальный ремонт или консервация храма для сохранения святыни для будущих поколений.
Рядом с разрушающейся церковью, на территории колонии было принято решение о возведении новой церкви. Строительство началось в 1994 году и закончилось в 1999 году. Храм в честь Георгия Победоносца стал первым храмом в Тверской области на территории исправительных колоний.

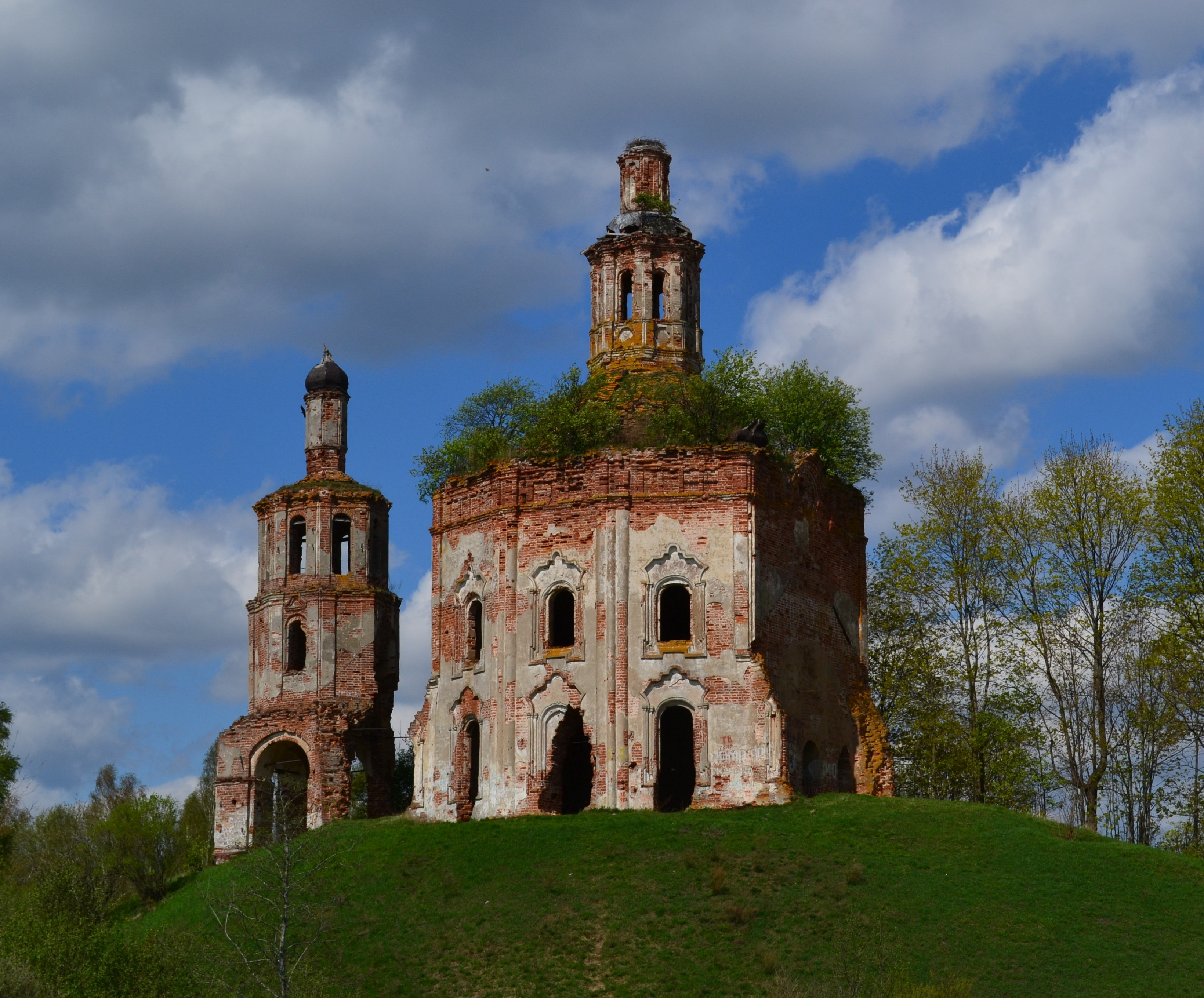
Церковь во имя Рождества Пресвятой Богородицы
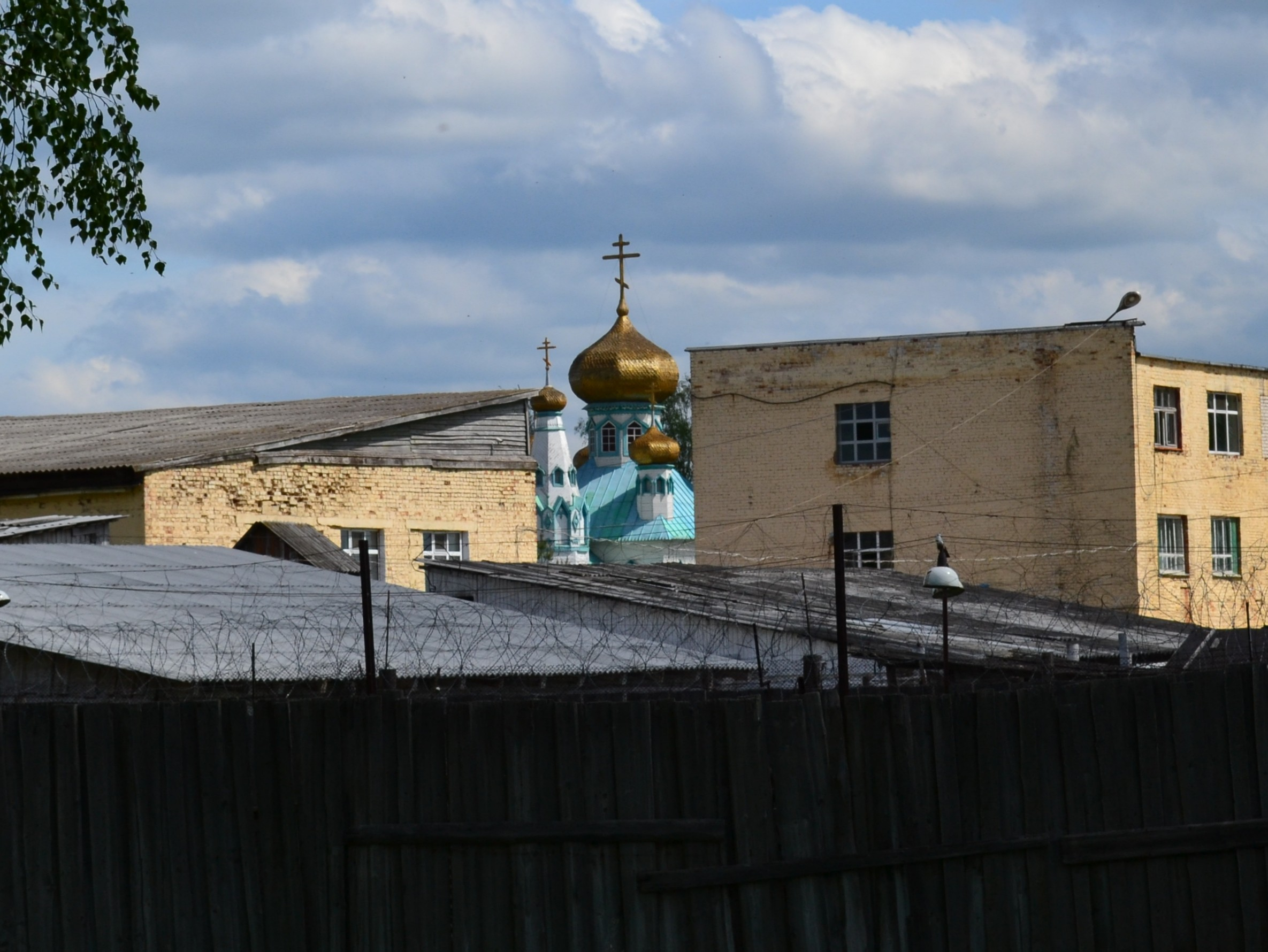
Церковь в ИК-9

## Население
| 2002 | 2010  |
| ---- | ----- |
| 1038 | ↗1103 |